# Anna Rokita

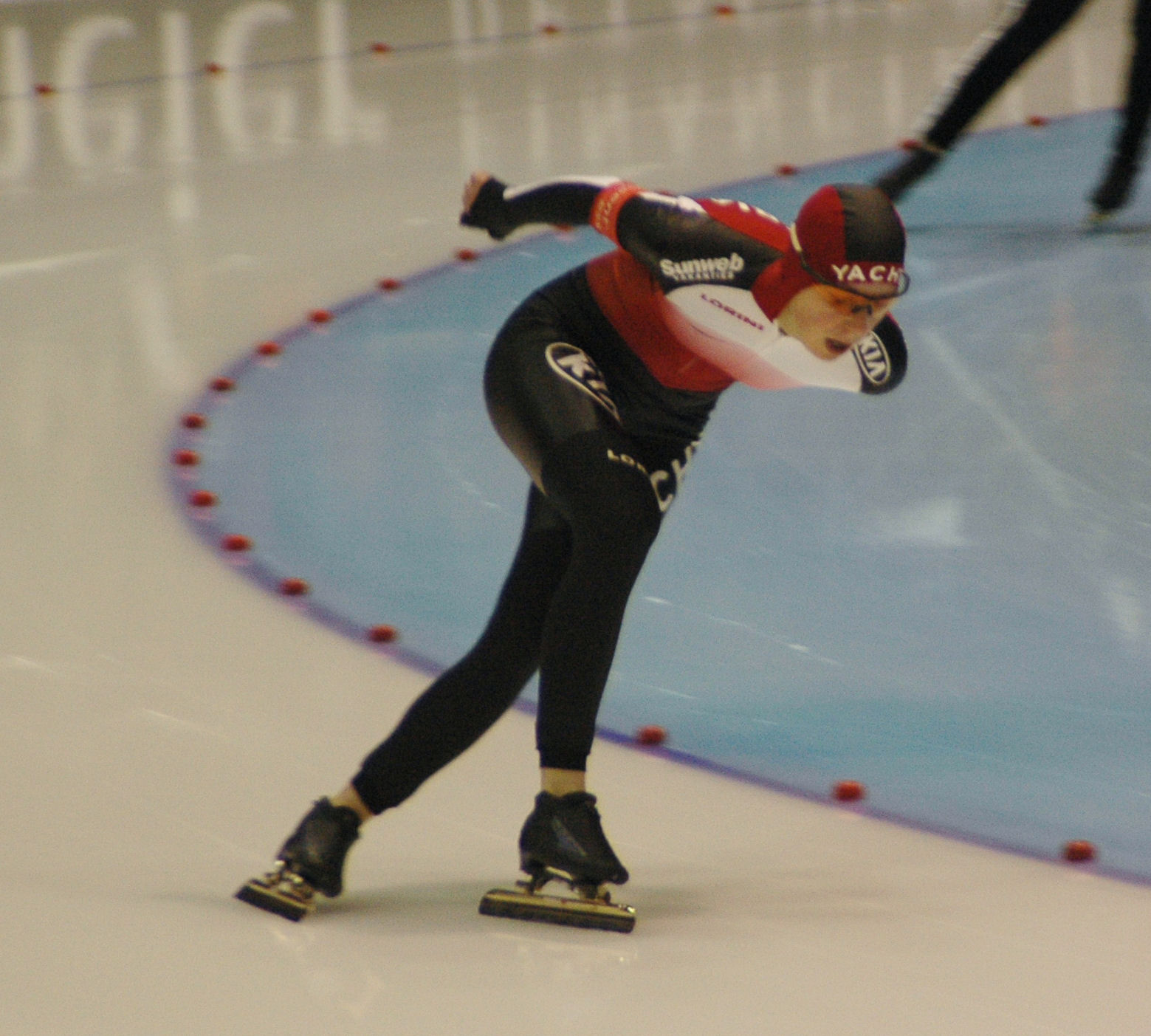
Rokita in actie bij wereldbekerwedstrijd (2007)

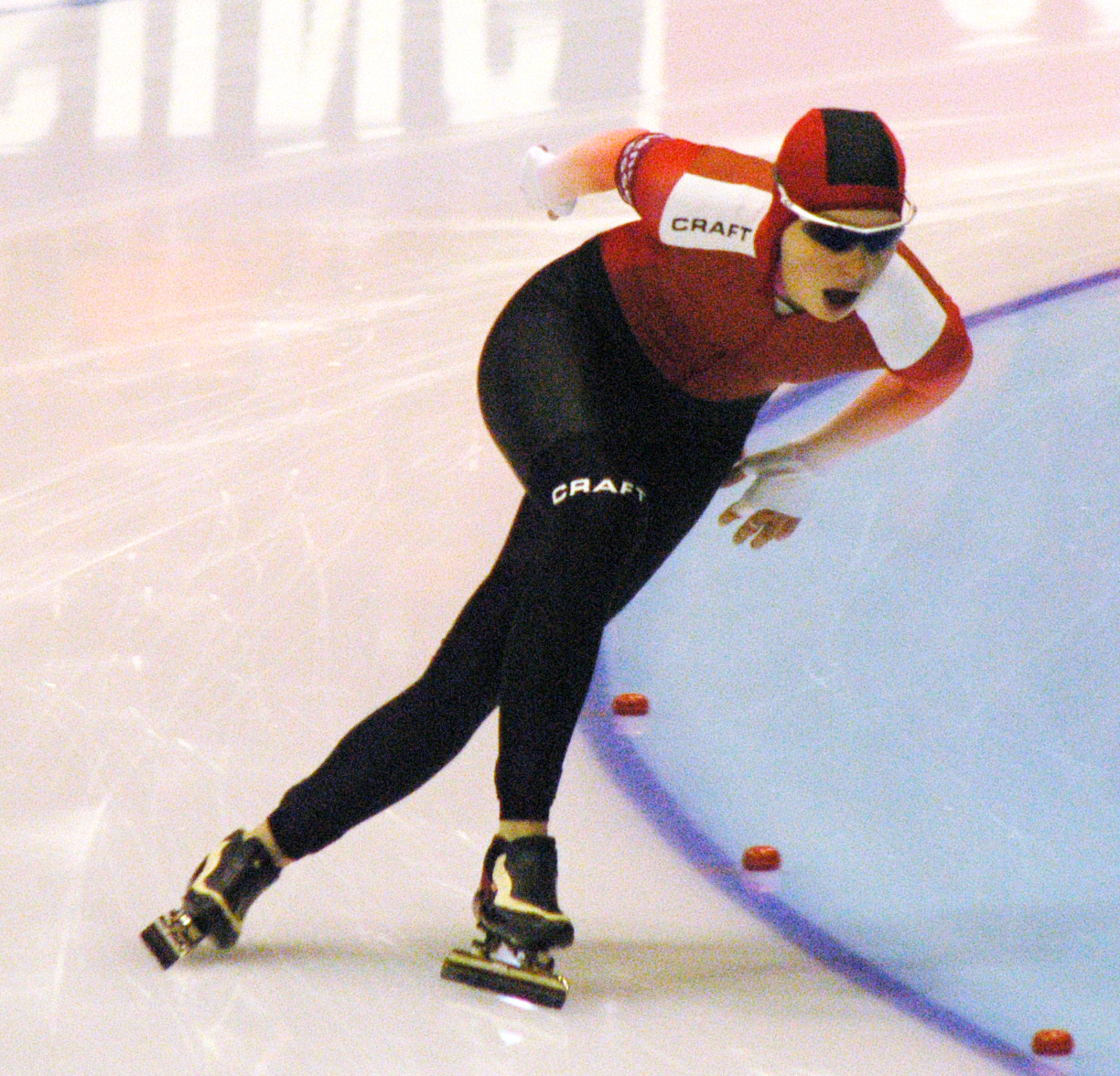
Rokita in actie op het EK Allround 2009

Anna Natalia Rokita (Innsbruck, 30 januari 1986) is een Oostenrijks voormalig langebaan- en inline-schaatsster. Ze was vooral sterk op de langere afstanden en deed drie keer mee aan de Olympische Spelen. In 2014 stopte ze met schaatsen en stond toen 82e op de Adelskalender.

## Schaatscarrière
Het schaatsen is in Oostenrijk een betrekkelijk kleine sport, maar Rokita leek het land enige jaren weer als schaatsland op de kaart te zetten. Ze schaatste in eigen land veel nationale titels bijeen bij de junioren en senioren, zowel bij de sprint- als de allroundkampioenschappen.
Op de Winteruniversiade op haar thuisbaan Innsbruck won Rokita zilver op de 5000 meter. Rokita debuteerde op het EK Allround in 2005 in Thialf, waar ze eindigde op de vijftiende plaats. Deze klassering zou zij continueren op de EK's van 2006, 2007 en 2008. Op het EK van 2009 heeft ze het voor het eerst verder geschopt dan de 15e plaats, zij eindigde hier op de 10e plaats, haar eerste top 10 klassering. Met de vijftiende plaats in 2006 bezorgde ze Oostenrijk een startplaats op het WK Allround, ze mocht deze plaats zelf invullen en werd 22e. Hiermee was ze pas de vierde vrouw die voor Oostenrijk op een WK Allroundtoernooi uitkwam. Liselotte Landbeck werd in 1933 op het eerste (nog officieuze) kampioenschap wereldkampioene, Emese Hunyady, van 1986-2002 zeventien deelnames op rij en wereldkampioene in 1994, en Emese Antal, acht deelnames tussen 1993-2003, waren de eerste drie. Bij haar tweede deelname op het WK Allround in 2009 eindigde ze op de 23e plaats.
In 2006 plaatste Rokita zich voor drie afstanden op de Olympische Winterspelen van Turijn. Ze werd 16e op de 3000 meter, 27e op de 1500 meter en 12e op de 5000 meter. Doordat haar tijd op de 3000 meter sneller was dan van Moniek Kleinsman ging er een streep voor deelname van Gretha Smit op de 5000 meter. Een jaar later won Rokita, wederom in Turijn, tijdens de Universiade een gouden medaille op de 5000 meter. Ook in 2010 en 2014 deed ze nog mee aan de Olympische Spelen.

## Privéleven
Rokita heeft een Poolse vader.

## Persoonlijk records
| Afstand    | Tijd    | Datum            | Baan           |
| ---------- | ------- | ---------------- | -------------- |
| 500 meter  | 40,63   | 28 november 2009 | Calgary        |
| 1000 meter | 1.17,95 | 13 december 2009 | Salt Lake City |
| 1500 meter | 1.58,25 | 12 december 2009 | Salt Lake City |
| 3000 meter | 4.05,17 | 12 november 2005 | Calgary        |
| 5000 meter | 7.11,72 | 1 december 2007  | Kolomna        |

## Resultaten
| Jaar | EK Allround | WK Allround | WK Afstanden        | Olympische Spelen                  | Wereldbeker                   | WK Junioren |
| ---- | ----------- | ----------- | ------------------- | ---------------------------------- | ----------------------------- | ----------- |
| 2001 |             |             |                     |                                    |                               | NC24        |
| 2002 |             |             |                     |                                    |                               | 13e         |
| 2003 |             |             |                     |                                    | 45e 500m                      | 5e          |
| 2004 |             |             |                     |                                    | 18e                           |             |
| 2005 | 15e         |             | 20e 1500m 17e 3000m | 25e 3k/5k                          | 8e                            |             |
| 2006 | 15e         | NC22        |                     | 27e 1500m 16e 3000m 12e 5000m      | 38e 1500m 14e 3k/5k           |             |
| 2007 | NC15        |             | 18e 1500m 18e 3000m |                                    | 29e 1500m 26e 3k/5k           |             |
| 2008 | NC15        |             | 18e 3000m 13e 5000m | 31e 1500m 20e 3k/5k                |                               |             |
| 2009 | 10e         | NC23        |                     | 42e 1500m 29e 3k/5k                |                               |             |
| 2010 | NC16        |             |                     | 28e 1500m 16e 3000m                | 51e 1500m 25e 3k/5k           |             |
| 2011 | 11e         | NC23        | 16e 3000m           |                                    | 51e 1000m 42e 1500m 26e 3k/5k |             |
| 2012 | NC16        |             |                     | 43e 1500m · 28e 3k/5k · massastart |                               |             |
| 2013 | NC15        | NC18        |                     | 51e 1500m 31e 3k/5k 12e massastart |                               |             |
| 2014 |             |             |                     | 22e 3000m                          | 0p1500m 39e 3k/5k             |             |

NC# = Niet gekwalificeerd voor de laatste afstand, maar wel als # in het eindklassement 